# Pacyfikacja Kortelisów
Pacyfikacja Kortelisów – masowy mord na ukraińskiej ludności, połączony z rabunkiem i niszczeniem mienia, dokonany przez okupanta niemieckiego 23 września 1942 roku w Kortelisach i 21 przyległych chutorach. Najczęściej podaje się, że zamordowano 2875 osób.

## Przyczyna pacyfikacji
Przyczyną zniszczenia Kortelisów była pomoc udzielana przez mieszkańców wsi sowieckim partyzantom. Według Iwana Olchowskiego był to oddział im. Woroszyłowa, który powstał ze zbiegłych jeńców sowieckich, którzy podczas niewoli pracowali przymusowo w gospodarstwach rolnych w Kortelisach. Członkami oddziału byli też niektórzy mieszkańcy Kortelisów. Zdaniem Olchowskiego partyzanci wymuszali na mieszkańcach wsi przekazywanie pomocy. Podobny opis stosunków między partyzantami a mieszkańcami Kortelisów można znaleźć we wspomnieniach ocalałych z Holokaustu.
Niemców sprowokowały także zamachy na ich funkcjonariuszy dokonywane w okolicy przez sowieckich partyzantów. Olchowski podaje, że po kolejnym zabójstwie ukraińskiego policjanta 26 sierpnia 1942 roku Niemcy zabili w Kortelisach pięć osób powiązanych rodzinnie z partyzantami oraz dwóch zbiegłych jeńców, i ostrzegli pozostałych mieszkańców wsi, że czeka ich taki sam los w przypadku dalszego wspierania komunistycznego podziemia.
Gdy z rąk partyzantów zginął niemiecki żołnierz, 22 września 1942 roku dowódca 3 batalionu 15 pułku policyjnego major Jürgen Holling wydał rozkaz zniszczenia wsi Borki, Zabłocie, Borysówka i Kortelisy. Zadanie zniszczenia Kortelisów wyznaczono rezerwowej kompanii policyjnej Nürnberg. Dyrektywę co do egzekucji wydano ustnie. Zwierzęta gospodarskie i cały majątek zniszczonej wsi miały być wywiezione.
Według Grzegorza Motyki przyczyną pacyfikacji Kortelisów, Borków, Zabłocia i Borysówki było także ukrywanie Żydów.

## „Czarna środa” w Kortelisach
Zachował się raport dowódcy kompanii Nürnberg Oberleutnanta Glucksa z wykonania rozkazu, przechowywany w muzeum w Kortelisach. Według raportu wieś wraz z chutorami została otoczona kordonem policji 23 września 1942 roku o 4.35, a 5.30 rozpoczęła się pacyfikacja. Cała ludność wsi została zegnana do jej centrum pod pretekstem zebrania, a następnie zamknięta w cerkwi, szkole i innych pobliskich budynkach. Ofiary były nieświadome sytuacji i partiami konwojowane do pięciu miejsc egzekucji za wsią, gdzie wykopano już doły na zwłoki. Odgłos wystrzałów oprawcy zagłuszali zapuszczonymi silnikami samochodowymi. Po rozstrzelaniu mężczyzn rozstrzelano kobiety i dzieci. Egzekucja rozpoczęła się o 9.00, a zakończyła o 16.25.
Jak meldował Glucks, w czasie egzekucji zużyto 4321 nabojów, a kompania Nürnberg nie poniosła strat, jedynie jeden z kierowców doznał zapalenia żołądka.
Do pacyfikacji zaangażowano funkcjonariuszy kolaboracyjnej policji pomocniczej Schutzmannschaft, w tym ukraińskiej, z Ratna, Kamienia Koszyrskiego, Małoryty, Dywina, Kowla, Zabłocia oraz kompanię 103 batalionu policyjnego z Maciejowa. Według Olchowskiego udział szucmanów ograniczał się do otoczenia wsi kordonem i wywożenia mienia. Niemcy wydali im jedynie po jednym naboju, co uzasadniono obawą przed „wywołaniem przypadkowej paniki”. W zbrodni nie brali udziału policjanci ukraińscy z posterunku w Kortelisach, których ewakuowano z rodzinami do Ratna.
Po zrabowaniu mienia zabudowania wsi zostały całkowicie spalone. Dzień zniszczenia Kortelisów zyskał miano „czarnej środy”.

## Liczba ofiar i straty materialne
Najczęściej podaje się, że w Kortelisach zamordowano 2875 osób. Taką liczbę wymienia tablica pamiątkowa na pomniku w Kortelisach, z zaznaczeniem, że obejmuje ona 1620 dzieci. Pojawiają się też liczby 2892 i 2992 zamordowanych.
Iwan Olchowski uważa, że liczba ofiar zbrodni w Kortelisach została zawyżona w czasach sowieckich i w rzeczywistości nie przekracza ona 1650 osób. Autor ten powołuje się na prof. Stepana Makarczuka z Uniwersytetu Lwowskiego, według którego przed wojną liczba ludności wsi wynosiła około 1800 osób. Zwraca też uwagę, że „Księga pamięci” w muzeum w Kortelisach zawiera nazwiska 2059 ofiar, z czego część to osoby, które padły ofiarą zbrodni niemieckich w innych miejscowościach (Młynowe, Riabinowe, Wepr, Popływce) w innym czasie.
Olchowski szacuje, że pacyfikację Kortelisów przeżyło około stu mieszkańców wsi. Połowa z nich to osoby wyłączone przez Niemców z egzekucji (policjanci, sołtys i duchowny z rodzinami, a także Molikowie – według Olchowskiego jedyna polska rodzina mieszkająca wówczas w Kortelisach, której głowa pracowała w administracji w Ratnie). Dalsze kilkadziesiąt ocalonych to osoby, które przeżyły masakrę ukrywając się, względnie przebywały tego dnia poza Kortelisami.
Opracowanie Україна під нацистською окупацією: спалені села (1941–1944 рр.) wymienia różne liczby spalonych zabudowań w Kortelisach występujące w literaturze. To, w zależności od źródła, 715 domów, 800 domów oraz budynków gospodarskich i użyteczności publicznej, względnie 324 budynki mieszkalne i 350 gospodarskich.
Zniszczenie Kortelisów było częścią operacji pacyfikacyjnej Dreieck. Według źródeł niemieckich jej wykonawcami były kompania rezerwowa Nürnberg, III batalion 15 pułku policyjnego oraz 310 batalion policyjny. Z kolei źródła ukraińskie twierdzą, że oprócz kompanii Nürnberg w operacji brały udział 9 kompania 16 pułku policyjnego oraz 10 i 11 kompania 11 (względnie 10) pułku policyjnego. W trakcie całej operacji zamordowano łącznie 4038 osób (w tym 705 w Borkach i 289 w Zabłociu).

## Upamiętnienie i odniesienia w kulturze
Po wojnie Kortelisy były wsią wyludnioną. W 1967 roku władze sowieckie podjęły decyzję o odbudowie miejscowości.
W 1980 roku w Kortelisach odsłonięto kompleks pomnikowy poświęcony ofiarom faszyzmu. W uroczystości wziął udział I sekretarz Komunistycznej Partii Ukrainy Wołodymyr Szczerbycki. Kompleks obejmował rzeźbę przedstawiającą postać mężczyzny zasłaniającego sobą rodzinę, dąb nadpalony podczas pacyfikacji (w 2006 roku fragmenty dębu były przechowywane już tylko w muzeum), „kurhan chwały” oraz kilka uporządkowanych zbiorowych mogił.
W 1981 roku Wołodymyr Jaworywski napisał powieść o tragedii wsi „Вічні Кортеліси” (Wieczne Kortelisy), za którą w 1984 został nagrodzony Nagrodą Państwową USRR im. Tarasa Szewczenki.
Pamięć o masakrze kultywuje muzeum w Kortelisach przechowujące „Księgę pamięci” z nazwiskami ofiar, dokumenty niemieckie dotyczące pacyfikacji oraz resztki nadpalonego dębu.
Według Grzegorza Hryciuka zagłada Kortelisów stała się symbolem okrucieństwa niemieckiego okupanta.